# 洛卓加措
洛卓加措（1966年—），男，藏族，西藏萨迦人，中华人民共和国政治人物。现任日喀则市人大常委会副主任、萨迦寺管委会常务副主任。第十三、十四届全国政协委员。